# Polyacrylzuur

Polyacrylzuur

Polyacrylzuur (CAS-nummer: 9003-01-4) is een synthetisch polymeer van acrylzuur. Hoogmoleculair polyacrylzuur is een wit, sterk hygroscopisch poeder dat veel water kan opnemen en een gel (een hydrogel) kan vormen. In water is het een polyelektrolyt.
De polymerisatie gebeurt door additiepolymerisatie in een oplosmiddel. Dat kan een organisch oplosmiddel zoals isopropylalcohol zijn of water. De polymeer wordt in dit laatste geval na neutralisatie bekomen als een zout, zoals natriumpolyacrylaat. Dergelijke wateroplosbare zouten van polyacrylzuur worden gebruikt als verdikkingsmiddel en emulsiestabilisator in voedingswaren, cosmetica en farmaceutische bereidingen; als additief in cement; als flocculatiemiddel in afvalwaterbehandeling; en in superabsorberend polymeer. Polyacrylzuur gebruikt men ook in retardtabletten. Laagmoleculair polyacrylzuur wordt gebruikt als dispergeermiddel voor anorganische pigmenten.
In de farmacie en cosmetica worden hoogmoleculaire, van crosslinks voorziene polymeren van acrylzuur aangeduid met Carbomer of met de handelsnaam Carbopol. Er zijn verschillende typen, naargelang de gemiddelde molecuulmassa van het polymeer. Ze vormen hydrogellen met verschillende viscositeiten. Carbomer 980 bijvoorbeeld heeft crosslinks met ethers van penta-erytritol. Het is transparant en vormt zeer viskeuze emulsies bij lage concentraties. Het wordt toegevoegd aan sommige oogdruppels ("kunstmatige tranen") voor de behandeling van droge ogen.